# 2008년 하계 올림픽 미국 선수단
미국은 중화인민공화국 베이징에서 열린 제29회 하계 올림픽에 참가했다. 미국은 1896년 하계 올림픽이 시작된 이후 1980년 하계 올림픽에서 정치적인 문제로 보이콧을 한 이후, 모든 올림픽에 참가해왔다. 이번 대회에서 1992년 하계 올림픽 이후로 처음으로 종합 1등은 내주었지만, 총 메달의 개수는 전체 1위를 차지하였다.

## 메달리스트
모든 날짜는 2008년 8월을 기준으로 한다.
| 메달   | 이름 | 종목     | 세부 종목                | 날짜 |
| ------ | --- | -------- | ------------------------ | ---- |
| 금메달 | 매리엘 제그니스 | 펜싱     | 여자 사브르              | 9    |
| 금메달 | 마이클 펠프스 | 수영     | 남자 400m 개인혼영       | 10   |
| 금메달 | 마이클 펠프스 가렛 웨버게일 컬런 존스 제이슨 레작 네이슨 아드리안 (대주자) 벤 와일드먼토브리너 (대주자) 맷 그레버스 (대주자)              | 수영     | 남자 400m 계영           | 11   |
| 금메달 | 마이클 펠프스 | 수영     | 남자 200m 자유형         | 12   |
| 금메달 | 나탈리 코플린 | 수영     | 여자 100m 배영           | 12   |
| 금메달 | 아론 페어졸 | 수영     | 남자 100m 배영           | 12   |
| 금메달 | 왈튼 엘러 | 사격     | 남자 더블트랩            | 12   |
| 금메달 | 마이클 펠프스 | 수영     | 남자 200m 접영           | 13   |
| 금메달 | 마이클 펠프스 라이언 로치트 릭키 베런스 피터 반더카이 클리트 켈러 (대주자) 에릭 벤트 (대주자) 데이비드 월터스 (대주자)                    | 수영     | 남자 800m 계영           | 13   |
| 금메달 | 크리스틴 암스트롱 | 사이클   | 여자 도로독주            | 13   |
| 금메달 | 레베카 소니 | 수영     | 여자 200m 평영           | 15   |
| 금메달 | 라이언 로치트 | 수영     | 남자 200m 배영           | 15   |
| 금메달 | 마이클 펠프스 | 수영     | 남자 200m 개인혼영       | 15   |
| 금메달 | 나스티아 리우킨 | 체조     | 여자 리듬 종합 개인전    | 15   |
| 금메달 | 마이클 펠프스 | 수영     | 남자 100m 접영           | 16   |
| 금메달 | 빈센트 핸콕 | 사격     | 남자 스키트              | 16   |
| 금메달 | 마이클 펠프스 브랜든 핸슨 아론 페어졸 제이슨 레작 이안 크로커 (대주자) 마크 갱로프 (대주자) 맷 그레버스 (대주자) 가렛 웨버게일 (대주자)   | 수영     | 남자 400m 혼계영         | 17   |
| 금메달 | 비너스 윌리엄스 세레나 윌리엄스 | 테니스   | 여자 복식                | 17   |
| 금메달 | 메리 휘플 케어린 데이비스 캐럴라인 린드 수전 프랜시아 앤 커민스 엘리 로건 애나 구데일 린지 슈프 에린 커파로                               | 조정     | 여자 에이트              | 17   |
| 금메달 | 스테파니 브라운 트렙튼 | 육상     | 여자 원반던지기          | 18   |
| 금메달 | 안젤로 테일러 | 육상     | 남자 400m 허들           | 18   |
| 금메달 | 맥클레인 워드 로라 크라우트 윌 심프슨 비지 매든                                                                                           | 승마     | 단체 장애물              | 18   |
| 금메달 | 안나 투니클리프 | 요트     | 여자 레이저 레이디얼급   | 19   |
| 금메달 | 헨리 세주도 | 레슬링   | 남자 자유형 55kg급       | 19   |
| 금메달 | 숀 존슨 | 체조     | 여자 평균대              | 19   |
| 금메달 | 돈 하퍼 | 육상     | 여자 100m 허들           | 19   |
| 금메달 | 미스티 메이 트리너 케리 월시 | 배구     | 여자 비치발리볼          | 21   |
| 금메달 | 라숀 메릿 | 육상     | 남자 400m                | 21   |
| 금메달 | 미국 여자 축구 국가대표팀 | 축구     | 여자 축구                | 21   |
| 금메달 | 필 달하우서 토드 로저스 | 배구     | 남자 비치발리볼          | 22   |
| 금메달 | 브라이언 클레이 | 육상     | 남자 10종경기            | 22   |
| 금메달 | 라숀 메릿 데이비드 네빌 케론 클레멘트 (대주자) 제레미 워리너 안젤로 테일러 레지 위더스푼 (대주자)                                         | 육상     | 남자 4x400m 계주         | 23   |
| 금메달 | 앨리슨 펠릭스 너태샤 헤이스팅스 (대주자) 모니크 헨더슨 산야 리처즈 메리 와인버그                                                          | 육상     | 여자 4x400m 계주         | 23   |
| 금메달 | 미국 여자 농구 국가대표팀 | 농구     | 여자 농구                | 23   |
| 금메달 | 미국 배구 국가대표팀 | 배구     | 남자 배구                | 24   |
| 금메달 | 미국 농구 국가대표팀 | 농구     | 남자 농구                | 24   |
| 은메달 | 사다 제이콥슨 | 펜싱     | 여자 펜싱 사브르 개인전  | 9    |
| 은메달 | 데어라 토러스 내털리 코글린 에밀리 실버 (대주자) 레이시 나이마이어 카라 린 조이스 줄리아 스밋 (대주자)                                    | 수영     | 여자 400m 계영           | 10   |
| 은메달 | 크리스틴 매그너슨 | 수영     | 여자 100m 접영           | 11   |
| 은메달 | 케이티 호프 | 수영     | 여자 400m 자유형         | 11   |
| 은메달 | 맷 그레버스 | 수영     | 남자 100m 배영           | 12   |
| 은메달 | 레베카 소니 | 수영     | 여자 100m 평영           | 12   |
| 은메달 | 지나 마일즈 | 승마     | 개인 종합마술            | 12   |
| 은메달 | 숀 존슨 나스티아 류킨 첼시 메멀 서맨사 페식 얼리샤 새크러모니 브리짓 슬론                                                                 | 체조     | 여자 기계 종합 단체전    | 13   |
| 은메달 | 킴벌리 로드 | 사격     | 여자 스키트              | 14   |
| 은메달 | 아론 페어졸 | 수영     | 남자 200m 배영           | 15   |
| 은메달 | 매튜 에몬스 | 사격     | 남자 50m 소총복사        | 15   |
| 은메달 | 숀 존슨 | 체조     | 여자 기계 종합 개인전    | 15   |
| 은메달 | 크리스티안 캔트웰 | 육상     | 남자 포환던지기          | 15   |
| 은메달 | 마가렛 홀저 | 수영     | 여자 200m 배영           | 16   |
| 은메달 | 미셸 구에렛 | 조정     | 여자 싱글 스컬           | 16   |
| 은메달 | 에밀리 크로스 에린 스마트 해나 톰프슨 | 펜싱     | 여자 플뢰레 단체전       | 16   |
| 은메달 | 힐리아 파운틴 | 육상     | 여자 7종경기             | 16   |
| 은메달 | 다라 토레스 | 수영     | 여자 50m 자유형          | 17   |
| 은메달 | 내털리 코글린 리베카 소니 크리스틴 데어라 토러스 마거릿 홀저 (대주자) 메건 젠드릭 (대주자) 일레인 브리든 (대주자) 카라 린 조이스 (대주자) | 수영     | 여자 400m 혼계영         | 17   |
| 은메달 | 자크 라일리 | 요트     | 핀급                     | 17   |
| 은메달 | 팀 모어하우스 제이슨 로저스 키스 스마트 제임스 윌리엄스                                                                                   | 펜싱     | 남자 사브르 단체전       | 17   |
| 은메달 | 숀 존슨 | 체조     | 여자 마루                | 17   |
| 은메달 | 케론 클레멘트 | 육상     | 남자 400m 허들           | 18   |
| 은메달 | 나스티아 리우킨 | 체조     | 여자 이단평행봉          | 18   |
| 은메달 | 제니퍼 스터크진스키 | 육상     | 여자 장대높이뛰기        | 18   |
| 은메달 | 나스티아 리우킨 | 체조     | 여자 평균대              | 19   |
| 은메달 | 조나단 호튼 | 체조     | 남자 철봉                | 19   |
| 은메달 | 쉬나 토스타 | 육상     | 여자 400m 허들           | 20   |
| 은메달 | 숀 크로포드 | 육상     | 남자 200m                | 20   |
| 은메달 | 미국 여자 수구 국가대표팀 | 수구     | 여자 수구                | 21   |
| 은메달 | 미국 여자 소프트볼 국가대표팀 | 소프트볼 | 여자 소프트볼            | 21   |
| 은메달 | 앨리슨 펠릭스 | 육상     | 여자 200m                | 21   |
| 은메달 | 마크 로페스 | 태권도   | 남자 68kg급              | 21   |
| 은메달 | 제레미 와리너 | 육상     | 남자 400m                | 21   |
| 은메달 | 데이빗 페인 | 육상     | 남자 110m 허들           | 21   |
| 은메달 | 마이크 데이 | 사이클   | 남자 BMX                 | 22   |
| 은메달 | 미국 여자 배구 국가대표팀 | 배구     | 여자 배구                | 23   |
| 은메달 | 미국 수구 국가대표팀 | 수구     | 남자 수구                | 24   |
| 동메달 | 제이슨 터너 | 사격     | 남자 10m 공기권총        | 9    |
| 동메달 | 베카 워드 | 펜싱     | 여자 사브르 개인전       | 9    |
| 동메달 | 라이언 로치트 | 수영     | 남자 400m 개인혼영       | 10   |
| 동메달 | 라슨 젠센 | 수영     | 남자 400m 자유형         | 10   |
| 동메달 | 케이티 호프 | 수영     | 여자 400m 개인혼영       | 10   |
| 동메달 | 코리 코그델 | 사격     | 여자 트랩                | 11   |
| 동메달 | 피터 반더카이 | 수영     | 남자 200m 자유형         | 12   |
| 동메달 | 마가렛 홀저 | 수영     | 여자 100m 배영           | 12   |
| 동메달 | 알렉산더 아터메브 라지 배브사 조이 해거티 조너선 호턴 저스틴 스프팅 케빈 탠                                                               | 체조     | 남자 기계 종합 단체전    | 12   |
| 동메달 | 나탈리 코플린 | 수영     | 여자 200m 개인혼영       | 13   |
| 동메달 | 레비 라이파이머 | 사이클   | 남자 도로독주            | 13   |
| 동메달 | 론다 로우지 | 유도     | 여자 70kg급              | 13   |
| 동메달 | 제이슨 레작 | 수영     | 남자 100m 자유형         | 14   |
| 동메달 | 앨리슨 슈밋 내털리 코글린 캐럴라인 버클 케이티 호프 크리스틴 마셜 (대주자) 킴 반덴버그 (대주자) 줄리아 스밋 (대주자)                      | 수영     | 여자 800m 계영           | 14   |
| 동메달 | 사다 제이콥슨 레베카 워드 매리엘 제그니스                                                                                                 | 펜싱     | 여자 사브르 단체전       | 14   |
| 동메달 | 애덤 휠러 | 레슬링   | 남자 그레코로만형 96kg급 | 14   |
| 동메달 | 라이언 로치트 | 수영     | 남자 200m 개인혼영       | 15   |
| 동메달 | 나탈리 코플린 | 수영     | 여자 100m 자유형         | 15   |
| 동메달 | 샤레인 플라나간 | 육상     | 여자 10000m              | 15   |
| 동메달 | 마이크 브라이언 밥 브라이언 | 테니스   | 남자 복식                | 16   |
| 동메달 | 월터 딕스 | 육상     | 남자 100m                | 16   |
| 동메달 | 랜디 밀러 | 레슬링   | 여자 자유형 63kg급       | 17   |
|        | 조시 인먼 브라이언 볼페네인 다니엘 월시 스티븐 코폴라 마이카 보이드 와이엇 앨런 보 후프먼 맷 슈노브리치 마커스 매켈러니 (콕스)            | 조정     | 남자 에이트              | 17   |
| 동메달 | 나스티아 리우킨 | 체조     | 여자 마루                | 17   |
| 동메달 | 버숀 잭슨 | 육상     | 남자 400m 허들           | 18   |
| 동메달 | 사냐 리차즈 | 육상     | 여자 400m                | 19   |
| 동메달 | 월터 딕스 | 육상     | 남자 200m                | 20   |
| 동메달 | 다이아나 로페스 | 태권도   | 여자 57kg급              | 21   |
| 동메달 | 데이빗 네빌 | 육상     | 남자 400m                | 21   |
| 동메달 | 데이빗 올리버 | 육상     | 남자 110m 허들           | 21   |
| 동메달 | 비지 매든 | 승마     | 개인 장애물              | 21   |
| 동메달 | 질 킨트너 | 사이클   | 여자 BMX                 | 22   |
| 동메달 | 도니 로빈슨 | 사이클   | 남자 BMX                 | 22   |
| 동메달 | 디온티 윌더 | 복싱     | 남자 헤비급              | 22   |
| 동메달 | 스티븐 로페즈 | 태권도   | 남자 80kg급              | 22   |
| 동메달 | 미국 야구 국가대표팀 | 야구     | 남자 야구                | 23   |

| 스포츠   |    |    |    | 합계 |
| 수영     | 12 | 9  | 10 | 31   |
| 육상     | 7  | 9  | 7  | 23   |
| 체조     | 2  | 6  | 2  | 10   |
| 펜싱     | 1  | 3  | 2  | 6    |
| 사격     | 2  | 2  | 2  | 6    |
| 사이클   | 1  | 1  | 3  | 5    |
| 배구     | 3  | 1  | 0  | 4    |
| 승마     | 1  | 1  | 1  | 3    |
| 조정     | 1  | 1  | 1  | 3    |
| 태권도   | 0  | 1  | 2  | 3    |
| 레슬링   | 1  | 0  | 2  | 3    |
| 농구     | 2  | 0  | 0  | 2    |
| 요트     | 1  | 1  | 0  | 2    |
| 테니스   | 1  | 0  | 1  | 2    |
| 수구     | 0  | 2  | 0  | 2    |
| 야구     | 0  | 0  | 1  | 1    |
| 복싱     | 0  | 0  | 1  | 1    |
| 유도     | 0  | 0  | 1  | 1    |
| 축구     | 1  | 0  | 0  | 1    |
| 소프트볼 | 0  | 1  | 0  | 1    |
| 합계     | 36 | 38 | 36 | 110  |

| 중복 수상자       | 중복 수상자 | 중복 수상자 | 중복 수상자 | 중복 수상자 | 중복 수상자 | 중복 수상자 |
| ----------------- | ----------- | ----------- | ----------- | ----------- | ----------- | ----------- |
| 이름              | 종목        |             |             |             | 합계        |             |
| 마이클 펠프스     | 수영        | 8           | 0           | 0           | 8           |             |
| 나탈리 코플린     | 수영        | 1           | 2           | 3           | 6           |             |
| 나스티아 리우킨   | 체조        | 1           | 3           | 1           | 5           |             |
| 숀 존슨           | 체조        | 1           | 3           | 0           | 4           |             |
| 라이언 로치트     | 수영        | 2           | 0           | 2           | 4           |             |
| 맷 그레버스       | 수영        | 2           | 1           | 0           | 3           |             |
| 아론 페어졸       | 수영        | 2           | 1           | 0           | 3           |             |
| 제이슨 레작       | 수영        | 2           | 0           | 1           | 3           |             |
| 레베카 소니       | 수영        | 1           | 2           | 0           | 3           |             |
| 다라 토레스       | 수영        | 0           | 3           | 0           | 3           |             |
| 마가렛 홀저       | 수영        | 0           | 2           | 1           | 3           |             |
| 케이티 호프       | 수영        | 0           | 1           | 2           | 3           |             |
| 라숀 메릿         | 육상        | 2           | 0           | 0           | 2           |             |
| 안젤로 테일러     | 육상        | 2           | 0           | 0           | 2           |             |
| 가렛 웨버게일     | 수영        | 2           | 0           | 0           | 2           |             |
| 케론 클레멘트     | 육상        | 1           | 1           | 0           | 2           |             |
| 앨리슨 펠릭스     | 육상        | 1           | 1           | 0           | 2           |             |
| 제레미 워리너     | 육상        | 1           | 1           | 0           | 2           |             |
| 비지 매든         | 승마        | 1           | 0           | 1           | 2           |             |
| 데이비드 네빌     | 육상        | 1           | 0           | 1           | 2           |             |
| 산야 리처즈       | 육상        | 1           | 0           | 1           | 2           |             |
| 피터 반더카이     | 수영        | 1           | 0           | 1           | 2           |             |
| 매리엘 제그니스   | 펜싱        | 1           | 0           | 1           | 2           |             |
| 크리스틴 매그너슨 | 수영        | 0           | 2           | 0           | 2           |             |
| 카라 린 조이스    | 수영        | 0           | 2           | 0           | 2           |             |
| 조나단 호튼       | 체조        | 0           | 1           | 1           | 2           |             |
| 사다 제이콥슨     | 펜싱        | 0           | 1           | 1           | 2           |             |
| 줄리아 스미트     | 수영        | 0           | 1           | 1           | 2           |             |
| 베카 워드         | 펜싱        | 0           | 0           | 2           | 2           |             |
| 월터 딕스         | 육상        | 0           | 0           | 2           | 2           |             |

## 태권도
남자
| 선수          | 종목   | 16강                          | 8강                        | 준결승               | 패자부활전               | 결승/동메달 결정전       | 결승/동메달 결정전 |
| 선수          | 종목   | 상대선수 결과                 | 상대선수 결과              | 상대선수 결과        | 상대선수 결과            | 상대선수 결과            | 순위               |
| ------------- | ------ | ----------------------------- | -------------------------- | -------------------- | ------------------------ | ------------------------ | ------------------ |
| 마크 로페스   | -68 kg | 네사르 아마드 바하비 승 3 – 0 | 다니엘 만츠 승 3 – 1       | 피터 로페스 승 2 – 1 | 경기 없음                | 손태진 패 2 – 3          | 은                 |
| 스티븐 로페스 | -58 kg | 바흐리 탄르쿨루 승 3 – 0      | 마우로 사르미엔토 패 1 – 2 | 진출 실패            | 세바스티안 코난 승 3 – 0 | 리샤드 아마도프 승 3 – 2 | 동                 |

여자
| 선수            | 종목   | 16강                       | 8강                        | 준결승        | 패자부활전           | 결승/동메달 결정전           | 결승/동메달 결정전 |
| 선수            | 종목   | 상대선수 결과              | 상대선수 결과              | 상대선수 결과 | 상대선수 결과        | 상대선수 결과                | 순위               |
| --------------- | ------ | -------------------------- | -------------------------- | ------------- | -------------------- | ---------------------------- | ------------------ |
| 샬롯 크레이그   | -49 kg | 마누엘라 베졸라 승 4 – 0   | 달리아 콘트레라스 패 2 – 3 | 경기 없음     | 경기 없음            | 경기 없음                    | 경기 없음          |
| 다이애나 로페스 | -49 kg | 촌나빳 쁘렘오애우 승 2 – 0 | 아지지 탄르쿨루 패 1 – 2   | 경기 없음     | 일레인 테오 승 3 – 0 | 베로니카 칼라브리즈 승 3 – 2 | 동                 |

## 주해
1. ↑  도로, 트랙, 산악, BMX를 포함
2. ↑  비치발리볼과 배구를 포함

## 외부 사이트
- (영어) 미국 올림픽 위원회와 미국 선수단의 공식 홈페이지